# 国际棉花咨询委员会
国际棉花咨询委员会（英語：International Cotton Advisory Committee（ICAC））是一个由棉花生产、消费和贸易国家组成的政府间商品协会组织。国际棉花咨询委员会于1939年在美国华盛顿召开的国际棉花会议上正式成立。委员会对棉花生产国提供咨询建议，发表研究报告和关于棉花产业的技术信息，并在每年召开成员国政府全体会议。
虽然世界上多数棉花生产国均为ICAC成员，但两大主要棉花生产国（中国和土库曼斯坦）并非ICAC成员。所有棉花出口国均为ICAC成员。